# Obodas III
Obodas III – król Nabatejczyków w latach 30–9 p.n.e. Syn Malichusa I, króla Nabatejczyków.

## Ekspedycja rzymska
Za panowania tego króla nastąpił największy rozwój kulturalny i ekonomiczny królestwa nabatejskiego. Rzymianie potrzebowali towarów z Indii, Chin i południowej Arabii. Nabatejczycy odpowiadali na ich zapotrzebowanie przywożąc im przyprawy i wonności. Oktawian August postanowił przejąć nad tym handlem kontrolę. Około roku 26/5 p.n.e. wysłał ekspedycję pod przewodnictwem Eliusza Gallusa, namiestnika Egiptu, do Arabii. Ekspedycja idąc do południowej Arabii zdobywała wiele miast. Zniechęceni brakiem wody, ogromem pustyni oraz spodziewanych bogactw wrócili do Egiptu. Strabon w Geografii obarczył za te niepowodzenia Syllajosa, ministra Obodasa III, który miał robić wszystko, aby ta ekspedycja nie udała się. Nabatejczycy na początku wyprawy obiecali im pomoc, by dobrze wypaść w oczach Rzymu. W tym celu Syllajos z tysiącem swoich ludzi przyłączył się do wyprawy (XVI, 4, 23). Nabatejczycy osiągnęli swój cel. Oktawian August dowiadując się o niegościnności krainy zrezygnował z planów podboju.

## Królestwo w oczach pisarzy
Strabon w Geografii podał, że „Petrą od zawsze władał jakiś monarcha z królewskiego rodu. Król ma za zarządcę jednego ze swych towarzyszy, który nazywany jest ‹‹bratem››” (XVI, 4, 21). Pochlebnie wypowiadał się o sposobie rządów w królestwie, ale o samym Obodasie III miał złą opinię. krytykował go za zbytnią słabość i uległość w stosunku do ministra Syllajosa: „król Obodas nie dba wystarczająco o interes publiczny, a szczególnie o sprawy militarne (co jest cechą wspólną wszystkich arabskich królów)” (XVI, 4, 24). Podobną opinię o królu miał Józef Flawiusz. Napisał o nim, że był to „człowiek z natury gnuśny i ospały. Wszystkie niemal sprawy załatwiał za niego Syllajos, mąż bystry, młody i przystojny” (Dzieje 16, VII, 6).

## Konflikt z Herodem Wielkim
Na północy doszło do konfliktu z Herodem Wielkim, królem Judei o masyw górski Auranitis (Hauran). Cesarz Oktawian August podarował ten teren Herodowi. Władca Auranitis Zenodor protestował w Rzymie. Nie osiągając posłuchu, sprzedał ziemie Nabatejczykom z 50 talentów. Nabatejczycy rościli prawa do tych terenów, to na drodze prawnej lub militarnej. Herod odpierał skutecznie ich ataki.
Minister Syllajos zakochał się ze wzajemnością w Salome. Poprosił Heroda, jej brata, o zgodę na małżeństwo. Herod zażądał od niego przejścia na judaizm. Syllajos odmówił, mówiąc, że zostałby za to ukamienowany przez Arabów (Dzieje 16, VII, 6). Poczuł się znieważony oraz postanowił zwalczać Heroda. Popierał mieszkańców Trachonitis w ich buncie przeciw Judei. Wojska Heroda uśmierzyły bunt, ale ok. 40 osób uciekło do Syllajosa, który przyjął ich. Dał im twierdzę, z której pustoszyli Judeę i Celesyrię. Herod kazał zamordować ich rodziny w Trachonitis. Doszło do eskalacji przemocy z obu stron Król Judei postanowił zwrócić się do rzymskich dowódców, Saturnina i Wolumniusza. Poprosił ich o ukaranie buntowników, zwrot 60 talentów, które pożyczył Obodasowi III. Syllajos, który dzierżył faktyczną władzę, zaprzeczył istnienia buntowników w Arabii, a dług postanowił oddać później Dowódcy rzymscy kazali Nabatejczykom zwrócić pieniądze Herodowi w ciągu trzydziestu dni oraz dokonać wymiany zbiegów. Po odmowie Syllajosa, Herod uzyskał zgodę na siłowe rozwiązanie sprawy. Zdobył twierdzę Repta, gdzie przebywali buntownicy, biorąc jeńców. W drodze powrotnej został zaatakowany przez Nabatejczyków. Herod zwyciężył ich zdecydowanie w bitwie, w której zginął Nakeb, dowódca arabski. Syllajos poskarżył się cesarzowi Augustowi. Opowiadał jak Arabia została splądrowana przez wojsko Heroda oraz jak Obodas nie mógł stawić czoła w tej wojnie z powodu jego nieobecności i braku wojska. Cesarz stracił z tego powodu zaufanie do Heroda, jemu samemu w liście nakazał zaprzestać tych działań. (Dzieje 16, IX, 1-3).
W roku 9 p.n.e. zmarł, prawdopodobnie otruty, król Obodas III. Jego następcą został syn Eneasz, który przybrał królewskie imię Aretas IV Filopatris.